# Közmondás
A közmondások és szólások gyűjtésével Wikidézet című társoldalunk foglalkozik.

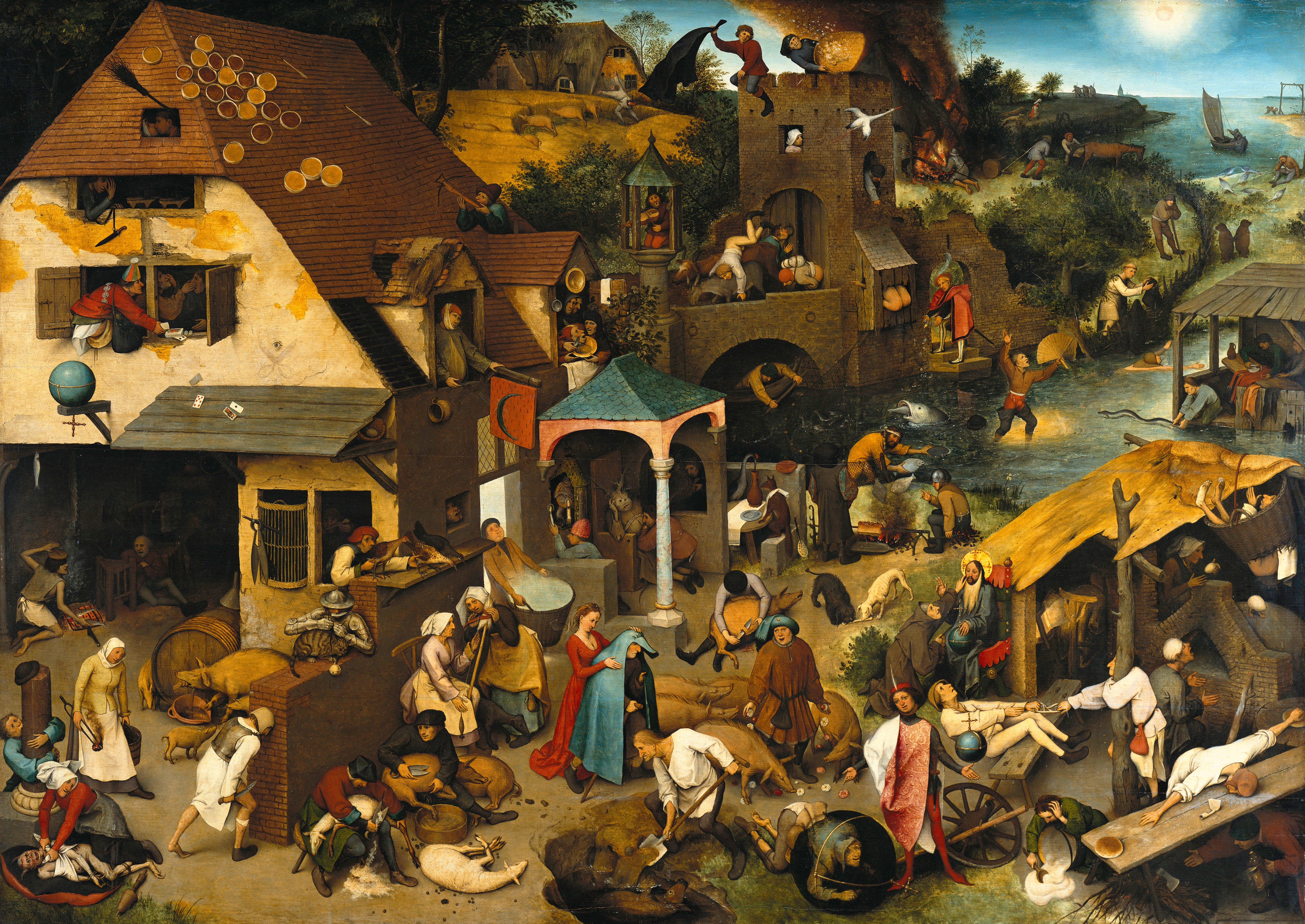
Pieter Bruegel: Flamand közmondások c. festménye, 1559

A közmondás (lat.: proverbium) rövid, velős és gyakran használt kijelentés, amely alapigazságot vagy a gyakorlati szempontból észlelt igazság érvényesülését fejezi ki. Tömör, emlékezetes kifejezés, amely fontos tapasztalati tényt, sokak szerint megélt igazságot hordoz. 
Az egyik fontos magyar szakkönyv szerkesztőjének megfogalmazásában:
„A közmondás rövid és velős, könnyen érthető mondás, mely közönségesen a mindennapi élet valamely tapasztalati vagy gyakorlati szabályát, erkölcsi elveket, vagy bölcselmi szabályokat tartalmaz, mely a nép ajkáról szállván el, az irodalomban is megtartja népies formáját. Más szóval: a közmondások oly szólásmódok, melyek a józan ész alapigazságait, az apák tapasztalatait a népnél örökölt formában, velős szavakban adják át az utókor fiainak, s így szájról szájra élnek és közkeletnek örvendenek. Tehát a közmondás valamely általános tapasztalaton alapuló igazságnak rövid alakban való kifejezése és mintegy leszűrődése azon ősrégi tapasztalatoknak, melyek évszázadokon keresztül a gyakorlati életben megdönthetetlen igazságnak bizonyultak be.” (Részlet Sirisaka Andor: a Magyar közmondások könyve elé írt tanulmányából)
A közmondásoknak a nem írásbeliséggel és nem az intézményes tudományokkal dominált kultúrákban volt nagy jelentőségük, gyakori beszédfordulatként mindennapos volt a használatuk. Sajnos a tudományos összegyűjtésük sem segített a megőrzésükben és használatban tartásukban, mivel a gyűjtemények legtöbbször vagy a közmondás kezdőszava vagy a bennük előforduló szavak betűrendje szerint vannak összeállítva, és nem úgy, ahogy az ember megjegyzi vagy megtanulja őket, a használati kontextus vagy a használatra kínálkozó megfelelő alkalom szerint csoportosítva. 
A közmondások fennmaradását az segítette elő, hogy viszonylag függetlenek a kontextustól, azaz igen sokféle helyzetben kerülhetnek elő, sokféle alkalom hívhatja őket életre. Mára inkább stiláris színező szerepüknek, mintsem gondolati tartalmuknak van jelentősége, mivel a tudományoknak kialakult saját lingója, amely a hétköznapi életet leíró szókincset, így a közmondások nyelvét is kiszorította. Ezért a számos újonnan megjelentetett közmondásgyűjtemény mégsem tud eleven erővel hatni, továbbá a közmondások túlzott, gyakori használata modorosságnak és provincializmusnak számít.
Alfajai a maxima (bölcseség, aforizma), a parabola (tanmese), és a hasonlat. Az így használt pl. héber mashal szónak széles körű a jelentése „az olyan mint”, a „parabola” szótőből ered.

## Különbség a szólásoktól
Bár nagyon gyakran együtt emlegetjük a két fogalmat ("szólások, közmondások"), nem ugyanazt jelentik. Míg a közmondás egy bölcsességet, gondolatot fogalmaz meg furmányos módon, addig a szólások nem hordoznak tanító tartalmat magukban, egyszerűen valakiről vagy valamiről állítanak valamit, általában nem szó szerint megfogalmazva.

## Példák
- A sok játék, a sok bál, bezzeg nem sokban áll.
- Ha az okos nem érti a játékot, nézi.
- Kicsi a fej, de sok az ész.
- Gyermekhez játszás, legényhez dolgozás illik.
- Az okos haj elhagyja a buta fejet.
- Ne játsszál szolgáddal, mert társul fogad!
- Ahány ház, annyi szokás.
- Amilyen a mosdó, olyan a törülköző.
- Mindenki a maga háza előtt seperjen.
- Hiába a szemüveg, ha nincs mögötte látás.
- Puhák a párnák, de nehezek az ágyak.
- Édes magam, ne hagyd magad.
- Madarat lehet vele fogatni.

### Szakkönyvek
- Almásy János: Hatezer magyar közmondás (Franklin Kiadó, Budapest, 1928)
- Margalits Ede: Magyar közmondások és közmondásszerű szólások (Budapest, 1897) Online elérhetőség MEK
- O. Nagy Gábor: Magyar szólások és közmondások.; 2003; Talentum ISBN 963-645-081-1
- Paczolay Gyula: 750 magyar közmondás (750 Ungarische Sprichwörter und Redewendungen) Online elérhetőség (magyarul) és (németül) MEK
- Paczolay Gyula: 750 magyar közmondás (750 Hungarian proverbs) Online elérhetőség (magyarul) és (angolul) MEK
- Paczolay Gyula: Ezër magyar közmondás és szólás - angol, észt, finn és német fordítással. (Bárczi Géza Értékőrző Kiejtési Alapítvány, 2000, Bicske, Budapest) ISBN 963-00-3706-8
- Szemerkényi Ágnes: Közmondás nem hazug szólás - proverbiumok használatának lehetőségei (Akadémiai Kiadó, Budapest, 1994) ISBN 963-05-6678-8

### Folyóiratcikkek
Erdélyi örmény közmondás 1891; Ethnographia, 373. o. (folyóiratcikk)
- Létay Miklós: Néhány közmondás eredete. 1971; Ethnographia 82. p. 84-85. o. (folyóiratcikk)
- Somssich Sándor: Egy közmondás keletkezése 1902; Magyar Nyelvőr (folyóiratcikk)
- Paczolay Gyula: Az első feljegyzett magyar és lengyel közmondás (Addig/Akkor hántsd a hársat/hársfát, amíg/amikor hámlik - Kiedy sie lyka dra, wtenczas/wtedy je drzyj)2000; 2/1 1-4 Ethnica, (folyóiratcikk)
- Paczolay Gyula: Schlandt Henrik brassói közmondás lexikonjainak helye a magyar szóláskutatás történetében 1979; Ethnographia; 90 395-406. o. (folyóiratcikk)
- Szemerkényi Ágnes: Közmondás és szólás (proverbium) 1988; Népköltészet, 213-237. o.
- Tolnai Vilmos: A közmondás néplélektani tekintetben 1921; Társadalomtudomány 1:2, 219-229. o. (folyóiratcikk)
- Tóthné Litovkina Anna: Milyen és mennyi közmondás él a magyar köztudatban? (1993) - Régi és új peregrináció (gyűjteménykötet), 1.,3. kötet: Magyarok külföldön, külföldiek Magyarországon: A III. Nemzetközi Hungarológiai Kongresszuson elhangzott előadások, Szeged 1991; 1452-1466. o.
- Ujváry Zoltán: Mutatvány egy gömöri földműves közmondás és szólás készletéből (A miskolci Herman Ottó Múzeum Közleményei, 1980, 18. 100-107. o.)

### Magyar szólás és közmondásgyűjtemények
- Forgács Tamás: Magyar szólások és közmondások szótára. Mai nyelvünk állandósult szókapcsolatai példákkal szemléltetve, Budapest, Tinta Könyvkiadó, 2003
- Bárdosi Vilmos (főszerkesztő): Magyar szólástár. Szólások, helyzetmondatok, közmondások, értelmező és fogalomköri szótára, Budapest, Tinta Könyvkiadó, 2003
- Bárdosi Vilmos, Kiss Gábor: Közmondások. 3000 magyar közmondás és szójárás betűrendes értelmező dióhéjszótára, Budapest, Tinta Könyvkiadó, 2005
- Bárdosi Vilmos, Kiss Gábor: Szólások. 5000 magyar állandósult szókapcsolat betűrendes értelmező dióhéjszótára, Budapest, Tinta Könyvkiadó, 2005
- T. Litovkina Anna: Magyar közmondások nagyszótára, Budapest, Tinta Könyvkiadó, 2005
- Bárdosi Vilmos: Magyar szólások, közmondások értelmező és fogalomköri szótára, Budapest, Tinta Könyvkiadó, 2009
- Bárdosi Vilmos: Magyar szólások, közmondások értelmező szótára fogalomköri szómutatóval, Budapest, Tinta Könyvkiadó, 2012
- Bárdosi Vilmos: Lassan a testtel. Emberi testrészek a magyar szólásokban, közmondásokban, Budapest, Tinta Könyvkiadó, 2013
- Bárdosi Vilmos: Szólások, közmondások eredete. Frazeológiai etimológiai szótár, Budapest, Tinta Könyvkiadó, 2015

## Kapcsolódó szócikk
- Magyar szólások és közmondások szótára